# Mojave (cratère martien)
Pour les articles homonymes, voir Mojave.
Mojave est un cratère d'impact martien situé dans la région Xanthe Terra (quadrangle d'Oxia Palus). D'un diamètre d'environ 58 km, il a une profondeur d'environ 2,6 km. Le rapport entre la profondeur et le diamètre du cratère, ainsi que sa structure rayonnée, font croire qu'il est relativement jeune.
Le cratère Mojave présente des cônes de déjection semblables à ceux du désert des Mojaves, mais c'est en l'honneur de la ville de Mojave, en Californie (États-Unis) qu'il a été nommé. Les cônes dans et au pourtour du cratère sont semblables aux cônes alluviaux terrestres. Les rochers les plus gros se situent près de l'entrée des cônes et les canaux débutent au sommet des crêtes. Certains chercheurs pensent que les impacts cosmiques ont pu causer la chute de pluie.

## Source des shergottites
Une récente étude effectuée par une équipe de chercheur de l'université d'Oslo, de l'université de Lyon et de l'université Paris-Sud affirme que le cratère Mojave serait à l'origine des météorites martiennes,,. L'âge de ce dernier ainsi que l'âge des roches qui le composent correspondent à ceux des shergottites, qui sont les échantillons les plus nombreux de météorites martiennes.

## Composés organiques
Le mini-laboratoire SAM à bord du rover Curiosity a été spécialement conçu pour la recherche des molécules organiques. Outre un GCMS et un spectromètre laser ajustable (TLS, pour Tunable Laser Spectrometer), l'instrument SAM comprend un système de manipulation des échantillons solides (SMS, pour Sample Manipulation System), un système de préparation d'échantillons (pyrolyse, dérivatisation, combustion et enrichissement), un outil de séparation et de conditionnement chimique (CSPL, pour Chemical Separation and Processing Laboratory) et des moyens de pompage. Les échantillons sont chauffés afin de libérer les composés volatils absorbés dans l'échantillon ou libérés par la dissociation de minéraux, et les gaz analysés dans le GCMS et le TLS. Opérationnel dès 2012, le SAM a donné ses premiers résultats positifs en 2015, confirmés en 2018 : les sols du cratère Mojave et de Confidence Hills contiennent des composés thiophéniques, aromatiques et aliphatiques.